# Aorangi Island

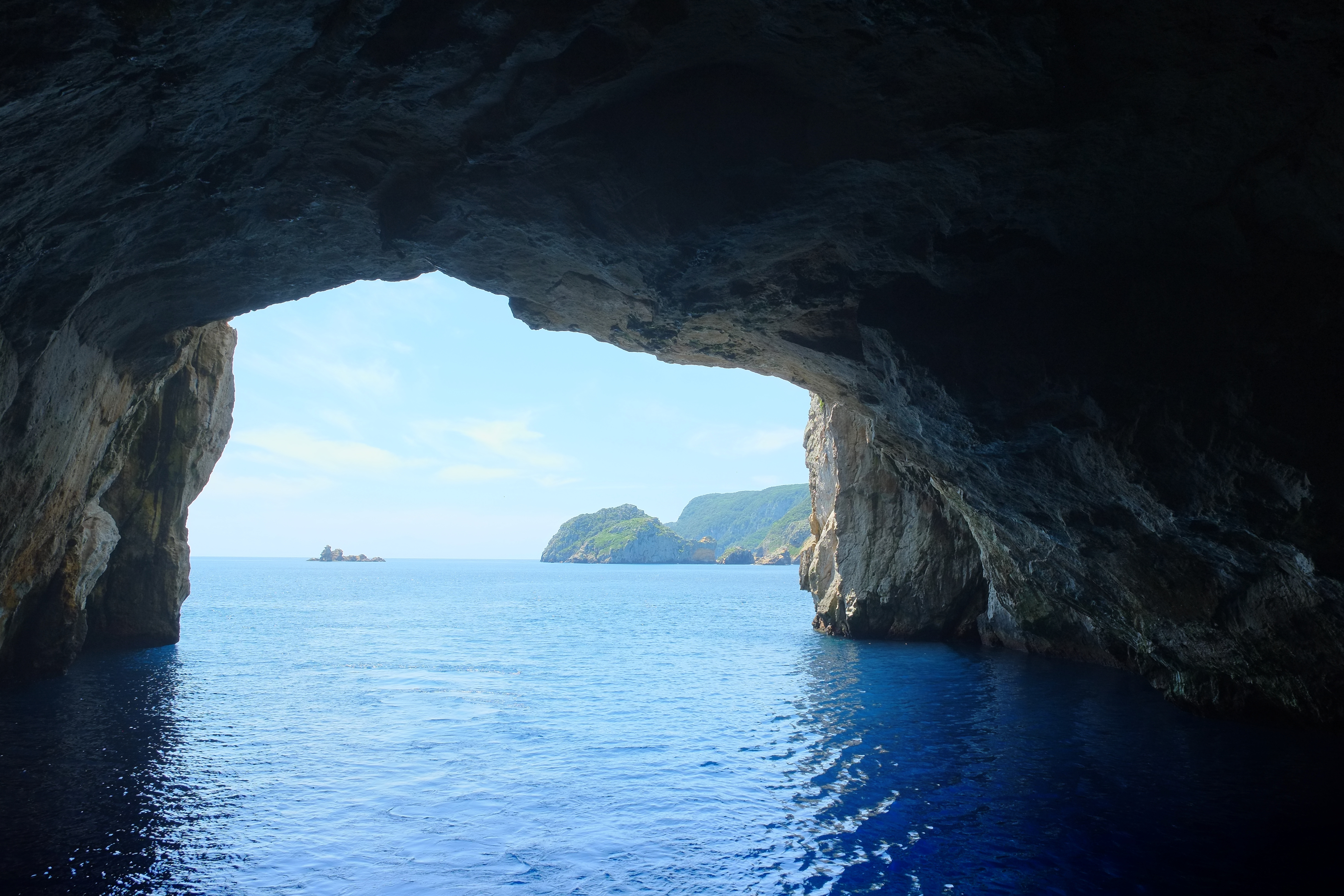
Rikoriko Cave an der Westseite der Insel

Aorangi Island ist eine Insel der Inselgruppe Poor Knights Islands vor der Ostküste der Region Northland und der Nordinsel von Neuseeland.

## Geographie
Aorangi Island ist mit einer Fläche von 110 Hektar die zweitgrößte Insel der Inselgruppe. Sie befindet sich rund 24 km östlich des nördlichen Teils der Nordinsel, der gleichzeitig, wie auch die Inselgruppe, zur politischen Gliederung der Region Northland gehört. Die Insel erstreckt sich über eine Länge von rund 1,6 km in Nord-Süd-Richtung und verfügt über eine maximale Breite von rund 1,16 km in Ost-West-Richtung. Die höchste Erhebung der Insel ist mit dem 216 m hohen Oneho Hill südwestlichen Teil der Insel zu finden.
Tawhiti Rahi Island als größte Insel des Archipels schließt sich rund 350 m nördlich von Aorangi Island an. Zwischen den beiden großen Inseln befinden sich ein paar kleinere Inseln und Felseninseln, von denen drei eine ähnliche Größe aufweisen und von denen eine unter dem Namen Motu Kapiti Island bekannt ist. Südlich und südöstlich sind noch die beiden Inseln Archway Island und Aorangaia Island in einem Abstand von je 85 m und 220 m zu finden.

## Geologie
Die Insel ist vulkanischen Ursprungs und besteht aus rhyolitischen Brekzien und Tuffgesteinen, die im späten Miozän von heißen pyroklastischen Strömen, kühleren Lawinen und von Asche-Niederschlägen abgelagert wurden. In den zurückliegenden neun Millionen Jahren unterlag die Insel stetiger Erosion. Ihre heutige Form entstand vor allem aber durch den Einfluss des Meeres während der letzten Million Jahre, als der Meeresspiegel zwischen etwa dem heutigen Niveau und 100 m tiefer schwankte und die gesamte Region langsam angehoben wurde. Klippen und Höhlen, die während des niedrigeren Meeresspiegels vor etwa 30.000–15.000 Jahren erodierten, sind unter dem heutigen Meeresspiegel erhalten geblieben und bilden ein Paradies für Taucher.

## Geschichte
Die Insel sowie die Inselgruppe wurde früh von Māori besiedelt. Mitglieder des Stamms (Iwi) der Ngātiwai, die Nachfahren der Ngati Manaia sind, lebten u. a. auf den Inseln. Doch die Tatsache, dass die polynesische Ratte auf den Inseln der Poor Knights Islands nicht zu finden war, lässt vermuten, dass die Besiedelung der Insel durch die Māori weit später stattgefunden hat als auf dem Festland oder auf anderen Insel Neuseelands oder andere Umstände für die Abwesenheit von Ratten vorgelegen haben. Der erste westliche Nachweis über die Existenz von Māori auf der Insel fand am 25. November 1769 durch den Seefahrer und Entdecker, Kapitän James Cook statt, der mit seinem Schiff der HMS Endeavour die Küste Neuseelands gesegelte.
1823 verübten Māori aus Hokianga aus Rache für eine Jahre zurückliegende Zurückweisung ein Massaker an Frauen und Kinder auf der Insel. Nur etwa zehn von ihnen überlebten. Ihre Krieger konnten sie nicht schützen, da sie mit Hongi Hika im Hauraki Gulf auf Raubzügen waren. Nach ihrer Rückkehr beerdigten sie ihre Toten in ritueller Weise, verließen die Inseln für immer und erklärten sie zum Tapu (Heiliges).

## Naturschutz
1981 wurde die Insel zusammen mit der gesamten Inselgruppe unter dem Reserve Act 1977 unter Naturschutz gestellt. Im gleichen Jahr wurde die Inselgruppe Teil des zweiten Marine Reserve des Landes, das unter dem Marine Reserves Act 1971 geschützt wurde. 1998 erweiterte die Regierung des Landes das Schutzgebiet, in dem es zusätzlich eine 800 m breite Schutzzone um die Insel zog. Damit entstand ein für die Inselgruppe zusammenhängendes Schutzgebiet.